# Asha Haji Elmi

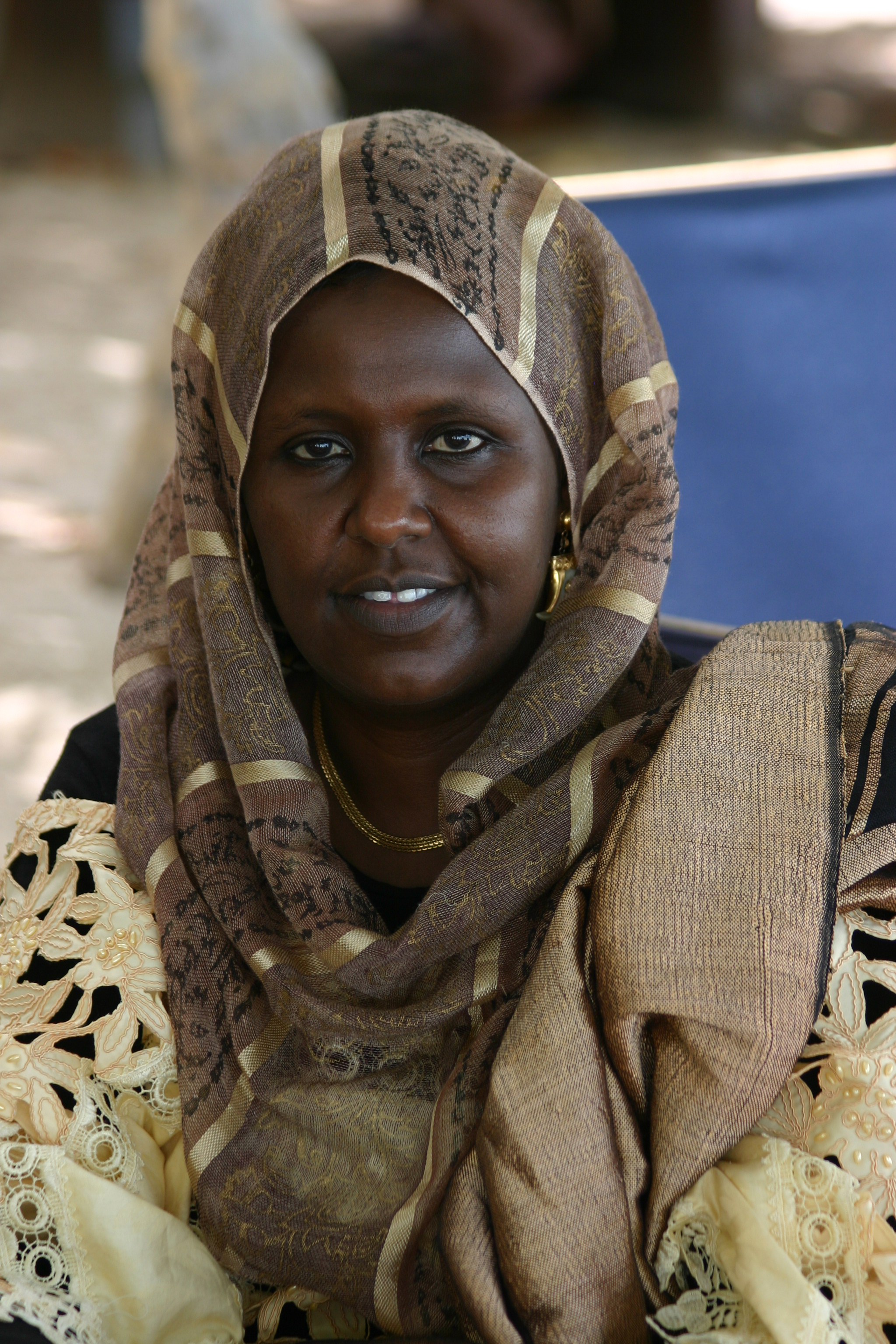
Asha Haji Elmi

Asha Haji Elmi Amin (auch Asha Hagi Elmi geschrieben; * 1962 in Galguduud, Somalia) ist eine somalische Friedensaktivistin und Frauenrechtlerin.

## Biographie
Asha Haji Elmi wurde in eine Familie aus der oberen Mittelschicht hineingeboren und hatte daher mehr Möglichkeiten als viele andere somalische Frauen. Diese nutzte sie, um an der Nationalen Universität in Mogadischu Wirtschaft sowie in Nairobi, Kenia, Management und Organisationsentwicklung und Geschäftsentwicklung zu studieren. Für kurze Zeit war sie im Finanzministerium tätig, danach im zivilgesellschaftlichen Bereich.
Nach Ausbruch des somalischen Bürgerkrieges gründete Asha Haji Elmi 1992 die Organisation Save the Somali Women and Children (SSWC).
Als im Jahr 2000 in Arta (Dschibuti) Friedensverhandlungen für Somalia liefen, die sich weitgehend auf die fünf großen Clans der Somali konzentrierten, begründete Asha Haji Elmi das Frauennetzwerk Sixth Clan mit, um die Bedeutung der Frauen als „sechster Clan“ für den Friedensprozess hervorzuheben. Damit waren Frauen erstmals als eigene Gruppe bei den Friedensgesprächen vertreten; zuvor waren sie kaum beteiligt gewesen, da sie traditionell innerhalb der Clans keine politische Rolle spielen. Asha Haji Elmi ist selbst mit einem Mann aus einem verfeindeten Clan verheiratet, was von ihrem Clan wie von demjenigen ihres Mannes mit entsprechendem Misstrauen gesehen wurde. Sixth Clan erreichte unter anderem, dass im Föderalen Übergangsparlament Somalias 12 % der Sitze für Frauen reserviert sind.
Ferner setzt sich Asha Haji Elmi gegen die in Somalia weit verbreitete Beschneidung von Mädchen ein. Seit dem 29. August 2004 ist sie bis 2009 Mitglied des Übergangsparlaments. Sie war unter den Nominierten des Projekts 1000 Frauen für den Friedensnobelpreis 2005.
Im Jahr 2008 wurde Elmi mit dem Right Livelihood Award ausgezeichnet.